# Charlack
Charlack ist eine City im St. Louis County im US-Bundesstaat Missouri. Das U.S. Census Bureau hat bei der Volkszählung 2020 eine Einwohnerzahl von 1.304 ermittelt.

## Geographie
Die Koordinaten von Charlack liegen bei 38°42'13" nördlicher Breite und 90°20'33" westlicher Länge.
Nach Angaben der United States Census 2010 erstreckt sich das Stadtgebiet von Charlack über eine Fläche von 0,67 Quadratkilometer (0,26 sq mi).

## Bevölkerung
Nach dem United States Census 2010 lebten in Charlack 1363 Menschen verteilt auf 565 Haushalte und 337 Familien. Die Bevölkerungsdichte betrug 2034,3 Einwohner pro Quadratkilometer (5242,3/sq mi).
Die Bevölkerung setzte sich 2010 aus 55,8 % Weißen, 35,4 % Afroamerikanern, 1,5 % Asiaten, 0,3 % amerikanischen Ureinwohnern, 3,3 % aus anderen ethnischen Gruppen und 3,7 % stammten von zwei oder mehr Ethnien ab.
In 35,6 % der Haushalten lebten Personen unter 18 Jahre und in 6,9 % Menschen die 65 Jahre oder älter waren. Das Durchschnittsalter betrug 30,1 Jahre und 48,1 % der Einwohner waren Männlich.

## Belege
1. ↑  Explore Census Data Total Population in Charlack city, Missouri. Abgerufen am 2. Februar 2023.
2. ↑   United States Census
3. ↑   American Fact Finder